# جيريت
جيريت (بالإنجليزية: Gerrit)‏ هي أداة تعاون مجانية لرموز الفريق على شبكة الإنترنت. يمكن لمطوري البرامج في الفريق مراجعة تعديلات بعضهم البعض على التعليمات البرمجية المصدر الخاصة بهم باستخدام مستعرض ويب والموافقة على هذه التغييرات أو رفضها. يتكامل بشكل وثيق مع جت، وهو نظام تحكم في الإصدار الموزع.
جيريت هي شوكة Rietveld، وهي أداة أخرى لمراجعة الكود. كلا الاسمين من المصمم الهولندي جيريت ريتفيلد.

## وصلات خارجية
- الموقع الرسمي